# Tekken 3
Tekken 3 (japonsky: 鉄拳3) je bojová videohra z roku 1997, kterou vyvinula a vydala společnost Namco. Jedná se o třetí díl série Tekken a první hru postavenou na arkádovém hardwaru Namco System 12. Hra Tekken 3 byla v roce 1998 portována na PlayStation s dalším obsahem, včetně beat 'em up módu Tekken Force.

## Hratelnost
Hra se odehrává dvacet let po Tekkenu 2 (1995) a obsahuje převážně nové postavy, včetně debutu několika základních postav, jako jsou Jin Kazama, Ling Xiaoyu a Bryan Fury, a přidává každé postavě schopnost úskoku stranou.

## Ohlasy
Hra se stala velkým hitem v hernách i na konzolích, prodalo se jí 8,36 milionu kopií pro PlayStation, čímž se Tekken 3 stal pátou nejprodávanější hrou pro PlayStation.
Od svého vydání je Tekken 3 uváděn jako jedna z nejlepších her všech dob. Následoval Tekken Tag Tournament (1999) a jeho přímé pokračování Tekken 4 (2001). Později byla arkádová verze Tekkenu 3 součástí Tekkenu 5 na PlayStation 2, zatímco konzolový port byl znovu vydán jako součást PlayStation Classic od Sony.